# Chromoplaste
Un chromoplaste est un organite observé dans les cellules des organes végétaux colorés de jaune à orange (par exemple les cellules de pétales de fleurs).
Ces organites peuvent dériver des chloroplastes ou des proplastes et  sont riches en pigments non chlorophylliens, comme les xanthophylles, les carotènes, etc. Le changement de couleur lors du mûrissement des fruits de tomates et de poivrons résulte d'une transformation des chloroplastes en chromoplastes dans les cellules du péricarpe du fruit.
Les chromoplastes n'ont apparemment aucun rôle métabolique. On parle de coévolution entre la plante et l'insecte: la couleur de la plante (due aux chromoplastes) attire l'insecte qui se nourrit de nectar le plus souvent, et "en retour " pollinise la plante. 
Les chromoplastes se répartissent en quatre types principaux : 
- les globulaires
- les tubulaires
- les critallins (rares)
- les membranaires.

Attention, la couleur des pétales est parfois due à la présence de pigments (notamment des anthocyanes) dans la vacuole, et non dans des chromoplastes.
Il existe des cas exceptionnels de reconversion de chromoplastes en chloroplastes ou en proplastes.

## Comparaison

Les différents types de plastes.

Interconversions plastidiales.

Les différents types de plastes : 
- Proplaste
- Plaste
  - Chloroplaste et étioplaste
  - Chromoplaste
  - Leucoplaste
    - Amyloplaste
      - Statolithe

    - Oléoplaste
    - Protéinoplaste